# Schwade

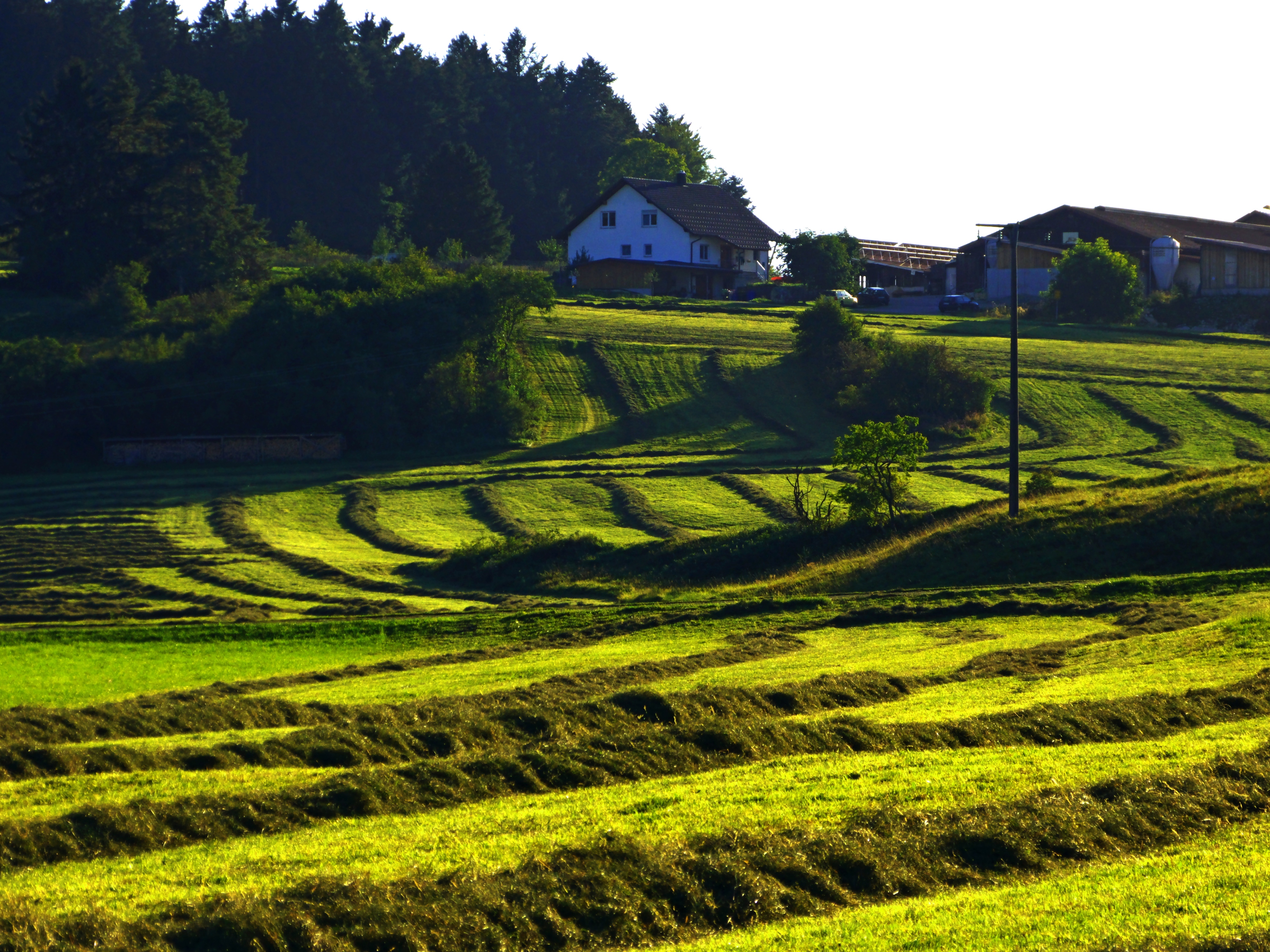
Grasschwaden auf einer Wiese

Als Schwade oder Schwad bezeichnet man das reihenförmig zusammengerechte bzw. abgelegte (geschwadete) Erntegut bei der Ernte von insbesondere Gras oder Getreide, aber auch von anderen Feldfrüchten, zum Beispiel bei Nutzung von Zuckerrübenblättern als Futtermittel. Bei Heu ist auch der Ausdruck Heumahde gebräuchlich.

## Grasernte

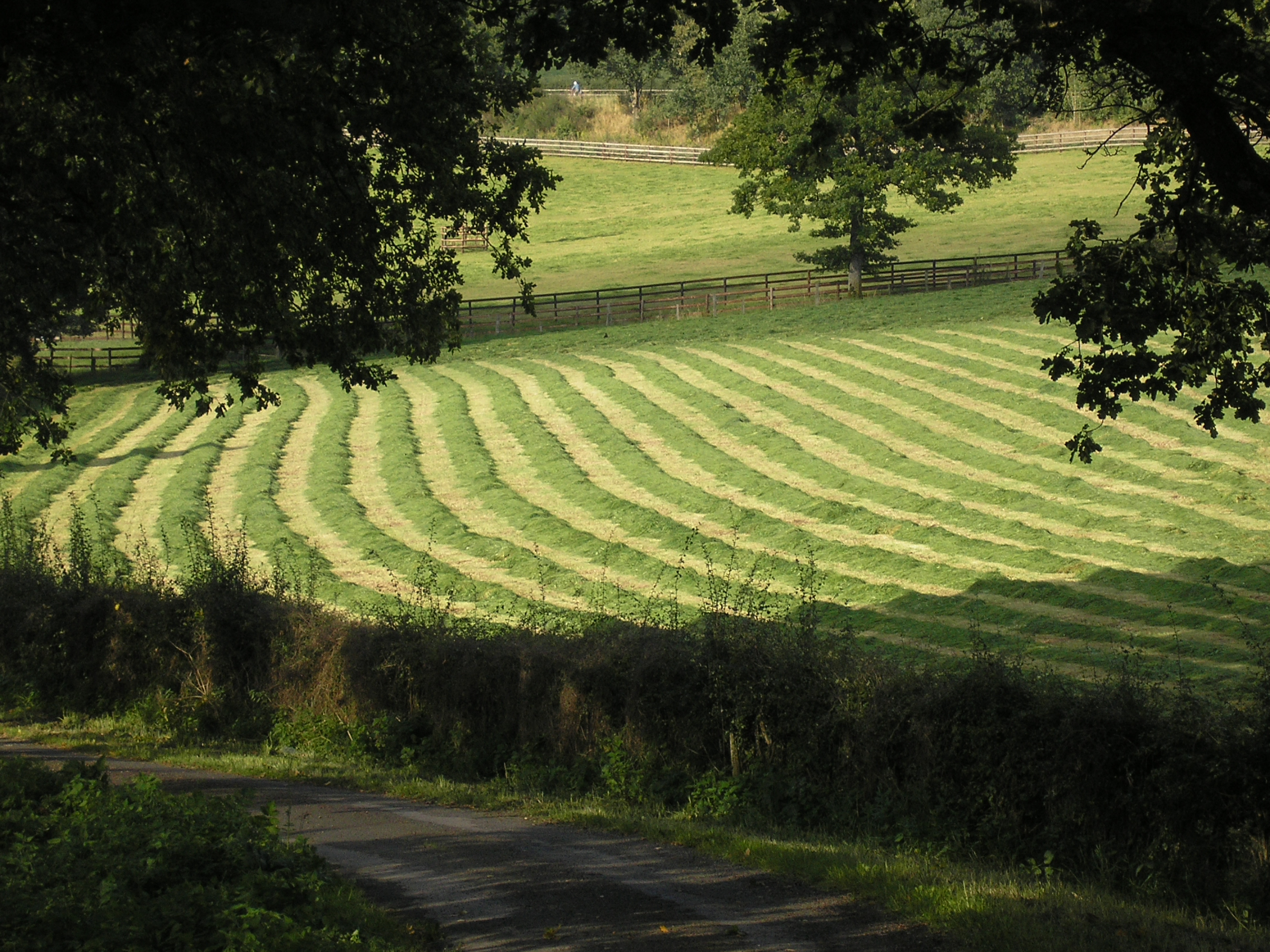
Grasschwaden auf einer Wiese

Bei der Grünlandnutzung wird, unter anderem zur Erzeugung von Grünfutter, Heu oder Silage, das gemähte Gras vor der Bergung mit Ballenpresse, Feldhäcksler oder Ladewagen von Hand mit einem Rechen (heute nur noch in Sonderfällen) oder mit einem Schwader „auf Schwad gelegt“, um es danach mit den genannten Maschinen bergen zu können.
Schwadmäher und Frontmähwerke legen das Erntegut direkt nach dem Schnitt auf Schwad ab.

### Nachtschwad
Bei der Heutrocknung wird das zu trocknende Gras zudem in der Regel abends wieder auf Schwad gelegt, damit es durch Regen oder nächtlichen Tau nicht so stark wieder durchfeuchtet wird. Ein solcher Nachtschwad kann nicht nur mit dem Schwader, sondern auch mit einem drehzahlreduzierten Kreiselzettwender angelegt werden.

## Strohernte

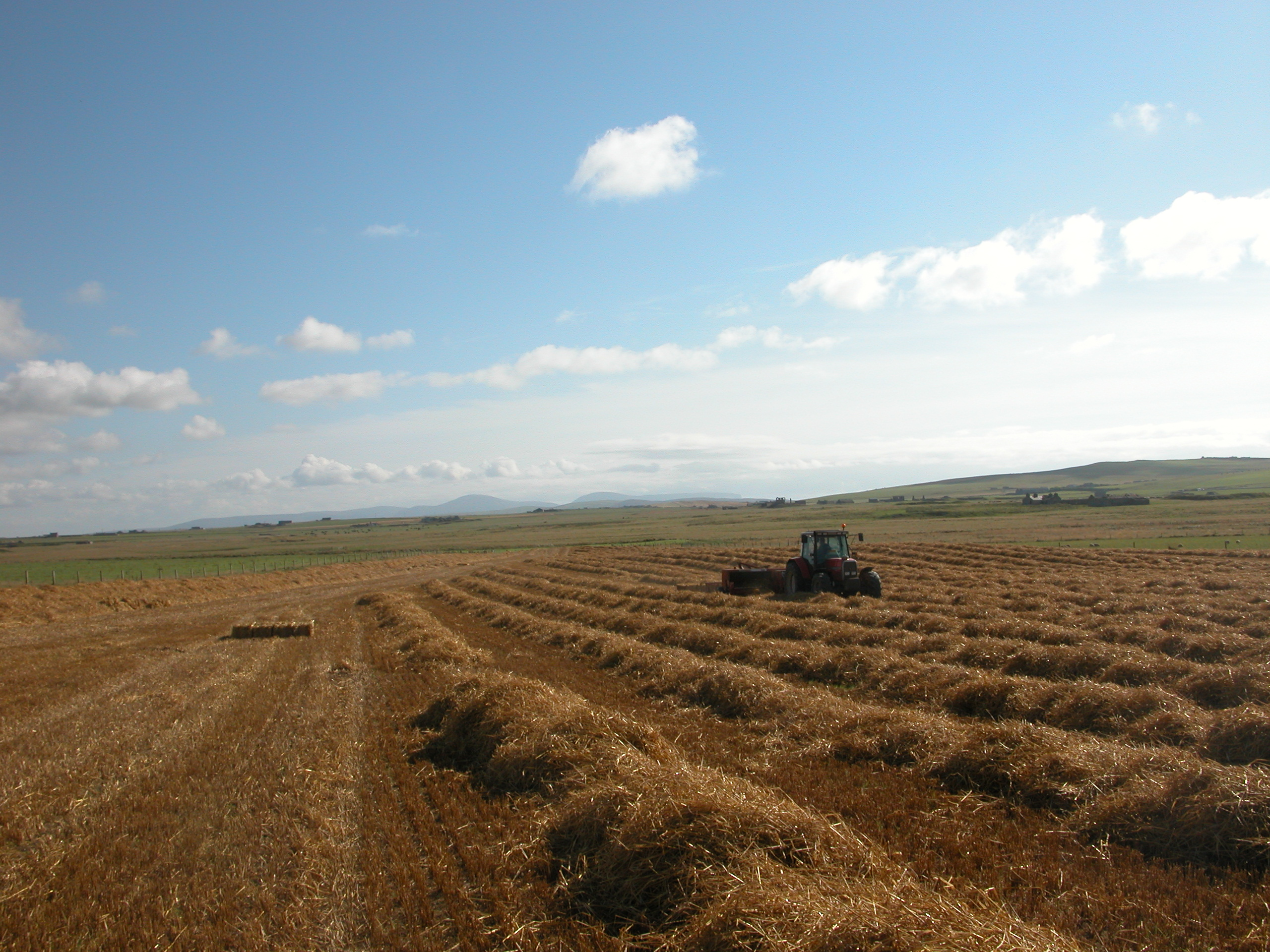
Strohschwaden auf einem abgeernteten Getreidefeld

Das bei der Getreideernte anfallende Stroh wird in der Regel bereits vom Mähdrescher in Schwaden abgelegt. Kleine Schwaden (von Mähdrehschern mit geringer Schneidwerksbreite) werden oft mittels Schwader zu größeren Schwaden zusammengelegt, um die nachfolgenden Maschinen (Ballenpressen, Ladewagen) besser auszulasten.
Wird das Stroh vor der Bergung aufgrund der Witterung nass, muss es zur besseren Trocknung flächig verteilt werden (z. B. mit einem Heuwender). Nach der Trocknung wird es zur Bergung wieder geschwadet. Bei nur geringer Feuchtigkeit des Strohs werden die Schwaden häufig nur „gedreht“ (und nicht flächig verteilt), um die Trocknung zu begünstigen. Dies kann mit einem Schwader erfolgen.